# Sanity
Sanity—це пісня пост-панк-гурту Killing Joke, яка була випущена в жовтні 1986, року, вона досягнула 70-го, місця в UK Singles Chart, це друга пісня і сингл з студійного альбому, Brighter Than a Thousand Suns.